# SG Bergmann-Borsig
Die Sportgemeinschaft Bergmann-Borsig e. V. ist einer der größten Sportvereine im Berliner Bezirk Pankow.

## Geschichte

### Gründungsjahre
Die Anfänge des Vereins gehen in das Jahr 1946 zurück, als sich nach dem Zweiten Weltkrieg der Sport zu großen Teilen neu organisieren musste. Am 8. April 1946 gründeten Handballer aus den Berliner Stadtteilen Reinickendorf, Rosenthal und Wilhelmsruh die Spielergemeinschaft Wilhelmsruh. Finanzielle Unterstützung fanden sie durch das Energieanlagenwerk Bergmann-Borsig, das ihnen in der Anfangszeit auch Betriebsräume zum Training zur Verfügung stellte und auf seinem Gelände einen Handballplatz einrichtete. Als nach der Gründung der DDR der Sportbetrieb in Betriebssportgemeinschaften (BSG) neu organisiert wurde, gründete sich am 24. August 1950 die BSG Stahl Wilhelmsruh, nun unter offizieller Trägerschaft des VEB Bergmann-Borsig. 1952 erfolgte nach Schaffung der zentralen Sportgemeinschaft Motor für den Bereich Maschinen- und Fahrzeugbau die Umbenennung in BSG Motor Wilhelmsruh.

### Erfolgreiche Betriebssportgemeinschaft

Logo der BSG Bergmann Borsig Berlin

Dank der wirtschaftlichen Bedeutung des Betriebes entwickelte sich die BSG schnell zu einem leistungsstarken Sportzentrum. Weitere Sektionen für die Sportarten Tennis, Hockey und Fußball wurden noch in den 1950er Jahren ins Leben gerufen. Neben der zeitweise in der DDR-Spitzengruppe vertretenen Tennisspielerin Gerda Riewe erzielten die Handballer in den 1960er Jahren (Ostberliner Handballmeister 1962) und die Volleyball-Frauen in den 1970er Jahren (Ostberliner Meister 1974) Erfolge. Zur erfolgreichsten Sektion entwickelten sich aber die Bogenschützen, die sich sowohl national als international hervortaten. Rosemarie Grzondziel errang allein 17 DDR-Meistertitel. 1972 wurde die Betriebssportgemeinschaft, um den Namen des Trägerbetriebes herausstreichen zu können, in BSG Bergmann-Borsig Berlin umbenannt.

### Fußball
Die Sektion Fußball der BSG wurde 1956 mit 40 Mitgliedern gegründet. Es dauerte 19 Jahre, ehe die 1. Mannschaft 1975 in die höchste Ostberliner Spielklasse Bezirksliga aufsteigen konnte. 1977 wurden die Borsiger Ostberliner Bezirksmeister und qualifizierten sich damit für die zweitklassige DDR-Liga. Abgesehen von der Saison 1979/80 konnte sich die Mannschaft, die in dem 8.000 Zuschauer fassenden Kissingenstadion (Lage) spielte, bis 1983 in der DDR-Liga halten. In diesem Jahr wurde Stürmer Jürgen Vüllings Ligastaffel-Torschützenkönig mit 13 Treffern. Danach musste nach einem vorletzten Platz in der Staffel B wieder der Weg in die Bezirksliga angetreten werden.
In der Spielzeit 1980/81 erreichte die BSG mit einem 8. Platz in dem Zwölferfeld der Ligastaffel B ihr bestes Resultat. Zur Mannschaft, die von Trainer Eckhard Düwiger geleitet wurde, gehörten folgende Spieler:
- Tor: Rolf Rabenhold, Fred Losert, Hartmut Neuhaus
- Abwehr: Wilfried Bruhs, Marc Gebauer, Holger Prieser, Dieter Stobernack, Thomas Spiller, Hans-Joachim Wager, Manfred Müller
- Mittelfeld: Hans-Joachim Sammel, Ronald von Paulitz (Kapitän), Dietmar Labes, Uwe Heine, Bernd Kohlschmidt
- Angriff: Michael Habermann, Bernd Pomplun, Gerd-Ulrich Rösler, Hans-Joachim Stache, Jürgen Vüllings, Uwe Wieland

Nach fünf Jahren mit teilweise mittelmäßigen Platzierungen in der Berliner Bezirksliga stellte sich in der Saison 1988/89 wieder Erfolg ein, die Mannschaft wurde sowohl Bezirkspokalsieger als auch Bezirksmeister. Da für die folgende Saison die Reservemannschaften der DDR-Oberliga nicht mehr für die DDR-Liga spielberechtigt waren, wurde der BSG Bergmann-Borsig die Spielberechtigung der 2. Mannschaft des BFC Dynamo übertragen. Als Neuling beendete die Mannschaft 1989/90 das letzte Spieljahr der DDR-Liga mit einem 8. Platz. Von dieser Saison an spielte die Mannschaft in der Nordendarena(Lage) in Berlin-Niederschönhausen.
Im März 1990 machten sich die Fußballspieler von Bergmann-Borsig als Pankower Fußballverein Bergmann-Borsig selbständig. Mit den späteren Bundesligaspielern Stefan Beinlich und Matthias Breitkreutz erreichte der PFV in der neu gegründeten Liga des Nordostdeutschen Fußballverbandes nach Abschluss der Saison 1990/91 den 5. Platz. Obwohl die beiden Leistungsträger Beinlich und Breitkreutz im Laufe des Spieljahres 1991/92, der Premierensaison der Amateur-Oberliga im NOFV-Bereich, zum englischen Klub Aston Villa wechselten, konnte das Vorjahresergebnis mit Rang 3 noch verbessert werden. Im DFB-Pokal schieden die Pankower nach Siegen über Rot-Weiß Prenzlau (8:2), Wismut Gera (3:1) und Wacker Nordhausen (3:2) in der NOFV-Qualifikationsrunde sowie ein 2:1 gegen den SC Freiburg erst in der 3. Runde gegen die Amateurmannschaft vom Hamburger SV aus. Danach begann der allmähliche Abstieg. 
Konnte 1993 noch der 10. und 1994 der 14. Platz in der drittklassigen NOFV-Amateur-Oberliga erobert werden, musste der PFV 1995 im ersten Jahr unter dem Dach des SV Preußen Berlin als abgeschlagener Tabellenletzter aus der nunmehr viertklassigen Oberliga Nordost absteigen. Infolge wirtschaftlicher Schwierigkeiten wurde der Verein am 30. Juni 1994 nach einem Konkursverfahren aufgelöst. Die Fußballabteilung schloss sich dem SV Preußen Berlin an, dessen Fußballabteilung sich wiederum am 1. Oktober 1997 als Weißenseer FC verselbständigte.
Mehrere Bergmann-Borsig-Fußballspieler spielten vorher oder später in der höchsten DDR-Fußballklasse Oberliga:
- Wolfgang Filohn, 1971/75 48 Oberligaspiele für BFC Dynamo
- Dietmar Labes, 1970/79 113 × für BFC Dynamo
- Hartmut Neuhaus, 1965/72 12 × für SC Leipzig und Vorwärts FrankfurtO.
- Hans-Joachim Sammel, 1971/72 32 × für Union Berlin
- Bernd Schulz, 1980/90 217 × für BFC Dynamo
- Dieter Stobernack, 1973/76 25 × für BFC Dynamo und Energie Cottbus
- Wolfgang Wruck, 1966/73 135 × für Union Berlin

Folgende Bergmann-Borsig-Spieler wurden später Bundesliga-Spieler:
- Christian Beeck, 79 × für Hansa Rostock und Energie Cottbus
- Stefan Beinlich, über 280 × für Hansa Rostock, Bayer Leverkusen, Hertha BSC und Hamburger SV (1991/94 bei Aston Villa)
- Matthias Breitkreutz, 116 × für Hansa Rostock und Arminia Bielefeld (1991/94 bei Aston Villa)

Die beiden ehemaligen DDR-Nationalspieler Bernd Schulz (3 × A-Nationalmannschaft, 14 Olympiaauswahlspiele) und Wolfgang Wruck (6 × A-Nationalmannschaft, 6 Olympiaauswahlspiele) ließen bei Bergmann-Borsig ihre Karriere ausklingen.

#### Statistik 1975–1994
| Saison  | Klasse | Liga (Spielklasse) | Platz    | Spiele | Tore  | +/- | Punkte   | Pokal         |
| ------- | ------ | ------------------ | -------- | ------ | ----- | --- | -------- | ------------- |
| 1975/76 | III    | Bezirksliga Berlin | 05/16    | 30     | 40:25 | +15 | 34:26    |               |
| 1976/77 | III    | Bezirksliga Berlin | 01/15    | 28     | 47:24 | +23 | 39:17    |               |
| 1977/78 | II     | DDR-Liga           | 09/12    | 22     | 29:48 | −19 | 19:25    |               |
| 1978/79 | II     | DDR-Liga           | 10/12    | 22     | 17:43 | −26 | 16:28    | 1. Runde      |
| 1979/80 | III    | Bezirksliga Berlin | 01/16    | 30     | 80:22 | +58 | 51:9     | 1. Runde      |
| 1980/81 | II     | DDR-Liga           | 08/12    | 22     | 32:39 | 0−7 | 21:23    |               |
| 1981/82 | II     | DDR-Liga           | 09/12    | 22     | 37:48 | −11 | 17:27    | Zwischenrunde |
| 1982/83 | II     | DDR-Liga           | 11/12    | 22     | 31:59 | −28 | 13:31    | 1. Runde      |
| 1983/84 | III    | Bezirksliga Berlin | 04/18    | 34     | 67:52 | +15 | 41:27    | 1. Runde      |
| 1984/85 | III    | Bezirksliga Berlin | 04/17    | 32     | 61:48 | +13 | 39:25    |               |
| 1985/86 | III    | Bezirksliga Berlin | 04/16    | 30     | 58:34 | +24 | 039:21 1 |               |
| 1986/87 | III    | Bezirksliga Berlin | 03/16    | 30     | 75:32 | +43 | 46:14    |               |
| 1987/88 | III    | Bezirksliga Berlin | 02/16    | 30     | 63:18 | +45 | 48:12    |               |
| 1988/89 | III    | Bezirksliga Berlin | 01/16    | 30     | 60:25 | +35 | 48:12    | 1. Runde      |
| 1989/90 | II     | DDR-Liga           | 08/18 2  | 34     | 44:53 | 0−9 | 33:35    | 1. Runde      |
| 1990/91 | II     | NOFV-Liga          | 05/16    | 30     | 60:36 | +24 | 38:22    | 1. Runde      |
| 1991/92 | III    | Oberliga Nordost   | 03/18    | 34     | 86:36 | +50 | 51:17    | 3. Runde      |
| 1992/93 | III    | Oberliga Nordost   | 10/18    | 34     | 64:63 | 0+1 | 27:37    |               |
| 1993/94 | III    | Oberliga Nordost   | 014/15 3 | 28     | 29:73 | −44 | 13:43    |               |

## SG Bergmann-Borsig
Nach den politischen und wirtschaftlichen Umwälzungen der Wende von 1989 entfiel für die BSG Bergmann-Borsig die ökonomische Basis. Daraufhin nutzten BSG-Mitglieder die neue Möglichkeit, selbständige Vereine zu gründen, und so entstand im November 1990 aus der alten Betriebssportgemeinschaft der „SG Bergmann-Borsig e. V.“. Die Bogenschützen des Vereins brachten Olympiamedaillengewinner, Welt- und Europameister hervor. Obendrein gibt es die Sparten Tennis, Tischtennis und Kegeln. Mit Stand 2007 fast 1.300 Mitgliedern ist Bergmann-Borsig der drittgrößte Sportverein im Stadtbezirk Pankow.